# Thyropisthus immanis
Thyropisthus immanis är en mångfotingart som först beskrevs av Carl Graf Attems 1903.  Thyropisthus immanis ingår i släktet Thyropisthus och familjen Harpagophoridae. Utöver nominatformen finns också underarten T. i. lobulatus.